# 北勢
北勢（ほくせい）とは、令制国の伊勢国の北部にあたる地域の名称で、現在の三重県を5つに区分した「北勢」「中勢」「南勢（伊勢志摩）」「伊賀」「東紀州」のひとつ。人口は約82万人。

## 生活創造圏
県下では、9つの生活創造圏が県庁により設定されている。
- 生活創造圏の地図
- 生活創造圏ビジョン

北勢の範囲は、以下の3つの生活創造圏に相当する。
- 桑名・員弁生活創造圏：桑名市、いなべ市、木曽岬町、東員町
- 四日市生活創造圏：四日市市、菰野町、朝日町、川越町
- 鈴鹿・亀山生活創造圏：鈴鹿市、亀山市

### 管轄
各生活創造圏は以下の県民センターが管轄している。各圏の推計人口も付記する。
- 桑名・員弁生活創造圏：桑名県民センターの管轄。桑員（そういん）地区ともいう。人口210,285人、面積394.9km²、人口密度533人/km²。（2025年2月1日、推計人口）
- 四日市生活創造圏：四日市県民センターの管轄。三泗（さんし）地区あるいは四日市地区ともいう。人口366,264人、面積328.22km²、人口密度1,116人/km²。（2025年2月1日、推計人口）
- 鈴鹿・亀山生活創造圏：鈴鹿県民センターの管轄。鈴亀（すずかめ）地区あるいは鈴鹿地区ともいう。人口240,023人、面積385.5km²、人口密度623人/km²。（2025年2月1日、推計人口）

## 都市圏
北勢に中心を置く都市圏として四日市都市圏がある。
2010年国勢調査の基準では四日市市を中心都市とした3市3町で都市雇用圏を構成し、域内総生産は約2兆5519億円である。
- 人口606,287人、面積713.72km²、人口密度849人/km²。（2025年2月1日、推計人口）

都市雇用圏（10% 通勤圏）の変遷
都市雇用圏を構成しない自治体は、各統計年の欄で灰色かつ「-」で示す。
| 自治体 ('80) | 1980年                   | 1990年                   | 1995年                   | 2000年                   | 2005年                   | 2010年                   | 自治体 （現在） | 県民センター |
| ------------ | ------------------------ | ------------------------ | ------------------------ | ------------------------ | ------------------------ | ------------------------ | --------------- | ------------ |
| 木曾岬村     | 名古屋 都市圏            | 名古屋 都市圏            | 名古屋 都市圏            | 名古屋 都市圏            | 名古屋 都市圏            | 名古屋 都市圏            | 木曽岬町        | 桑名         |
| 長島町       | 名古屋 都市圏            | 名古屋 都市圏            | 名古屋 都市圏            | 名古屋 都市圏            | 名古屋 都市圏            | 名古屋 都市圏            | 桑名市          | 桑名         |
| 桑名市       | 名古屋 都市圏            | 名古屋 都市圏            | 名古屋 都市圏            | 名古屋 都市圏            | 名古屋 都市圏            | 名古屋 都市圏            | 桑名市          | 桑名         |
| 多度町       | 名古屋 都市圏            | 名古屋 都市圏            | 名古屋 都市圏            | 名古屋 都市圏            | 名古屋 都市圏            | 名古屋 都市圏            | 桑名市          | 桑名         |
| 東員町       | 名古屋 都市圏            | 名古屋 都市圏            | 名古屋 都市圏            | 名古屋 都市圏            | 名古屋 都市圏            | 名古屋 都市圏            | 東員町          | 桑名         |
| 員弁町       | 名古屋 都市圏            | 名古屋 都市圏            | 名古屋 都市圏            | 名古屋 都市圏            | -                        | 名古屋 都市圏            | いなべ市        | 桑名         |
| 藤原町       | 名古屋 都市圏            | -                        | -                        | -                        | -                        | 名古屋 都市圏            | いなべ市        | 桑名         |
| 北勢町       | 名古屋 都市圏            | -                        | -                        | -                        | -                        | 名古屋 都市圏            | いなべ市        | 桑名         |
| 大安町       | 四日市 都市圏 52万2233人 | 四日市 都市圏 56万6934人 | 四日市 都市圏 59万0266人 | 四日市 都市圏 60万6071人 | -                        | 名古屋 都市圏            | いなべ市        | 桑名         |
| 川越町       | 四日市 都市圏 52万2233人 | 四日市 都市圏 56万6934人 | 四日市 都市圏 59万0266人 | 四日市 都市圏 60万6071人 | 四日市 都市圏 62万3328人 | 四日市 都市圏 62万1689人 | 川越町          | 四日市       |
| 朝日町       | 四日市 都市圏 52万2233人 | 四日市 都市圏 56万6934人 | 四日市 都市圏 59万0266人 | 四日市 都市圏 60万6071人 | 四日市 都市圏 62万3328人 | 四日市 都市圏 62万1689人 | 朝日町          | 四日市       |
| 四日市市     | 四日市 都市圏 52万2233人 | 四日市 都市圏 56万6934人 | 四日市 都市圏 59万0266人 | 四日市 都市圏 60万6071人 | 四日市 都市圏 62万3328人 | 四日市 都市圏 62万1689人 | 四日市市        | 四日市       |
| 楠町         | 四日市 都市圏 52万2233人 | 四日市 都市圏 56万6934人 | 四日市 都市圏 59万0266人 | 四日市 都市圏 60万6071人 | 四日市 都市圏 62万3328人 | 四日市 都市圏 62万1689人 | 四日市市        | 四日市       |
| 菰野町       | 四日市 都市圏 52万2233人 | 四日市 都市圏 56万6934人 | 四日市 都市圏 59万0266人 | 四日市 都市圏 60万6071人 | 四日市 都市圏 62万3328人 | 四日市 都市圏 62万1689人 | 菰野町          | 四日市       |
| 鈴鹿市       | 四日市 都市圏 52万2233人 | 四日市 都市圏 56万6934人 | 四日市 都市圏 59万0266人 | 四日市 都市圏 60万6071人 | 四日市 都市圏 62万3328人 | 四日市 都市圏 62万1689人 | 鈴鹿市          | 鈴鹿         |
| 亀山市       | 四日市 都市圏 52万2233人 | 四日市 都市圏 56万6934人 | 四日市 都市圏 59万0266人 | 四日市 都市圏 60万6071人 | 四日市 都市圏 62万3328人 | 四日市 都市圏 62万1689人 | 亀山市          | 鈴鹿         |
| 関町         | 四日市 都市圏 52万2233人 | 四日市 都市圏 56万6934人 | 四日市 都市圏 59万0266人 | 四日市 都市圏 60万6071人 | 四日市 都市圏 62万3328人 | 四日市 都市圏 62万1689人 | 亀山市          | 鈴鹿         |

- 1989年（平成元年）：木曾岬村が町制を施行して木曽岬町となった。
- 2003年（平成15年）12月1日：員弁郡北勢町、大安町、員弁町、藤原町が合併していなべ市となった。
- 2004年（平成16年）12月6日：（旧）桑名市、桑名郡多度町、長島町が対等合併して（新）桑名市となった。
- 2005年（平成17年）1月11日：（旧）亀山市と関町が合併して（新）亀山市となった。
- 2005年（平成17年）2月7日：四日市市が楠町を編入合併した。

## 医療圏
三重県には二次医療圏として4つの医療圏（北勢、中勢伊賀、南勢志摩、東紀州）があり、北勢には北勢医療圏が設けられ、北勢医療圏の構想区域には桑員、三泗、鈴亀がある。

## 地域メディア
- PORT WAVE（四日市市）